# Баквери

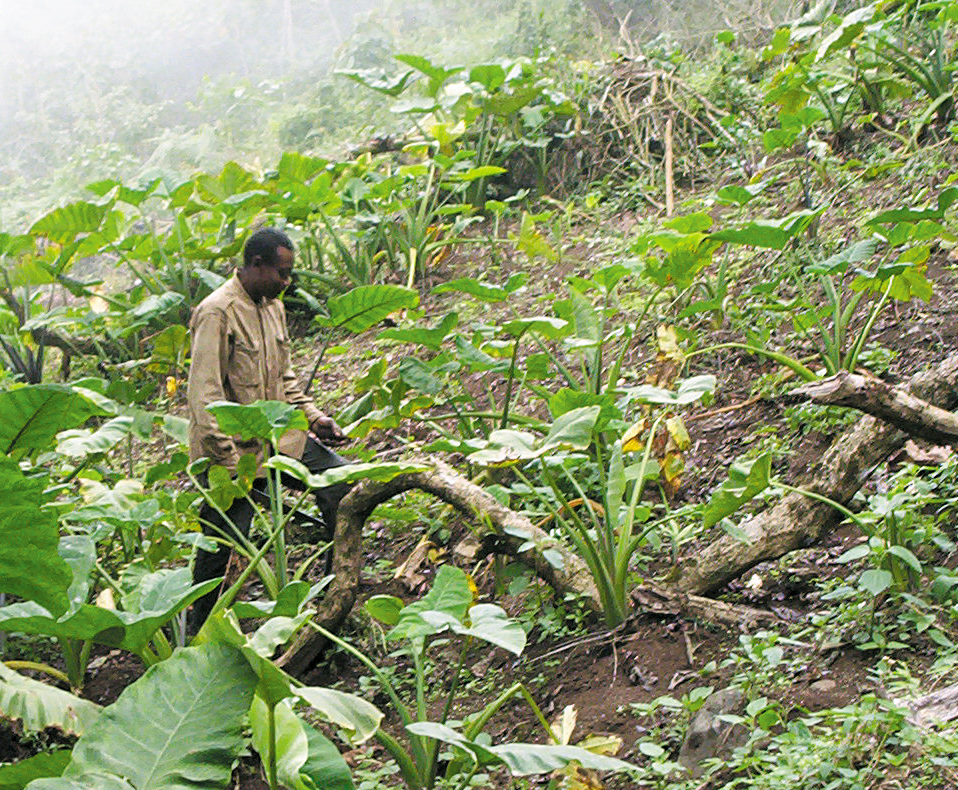

Баквери — народ в Республике Камерун.

## Классификация
По языку и происхождению народ баквери относится к банту. В более узком смысле они относятся к сава, «прибрежным народам» Камеруна. Численность — около 33000 человек.

## История
Согласно фольклору баквери, их прародиной является Мбоко, область к юго-западу от вулкана Камерун. Предки баквери, вероятно, мигрировали в их нынешнее место проживания к востоку от вулкана в XVIII веке. От предгорий они постепенно расселились по побережью, вверх по реке Мунго и различным ручьям, впадающим в неё, основав множество деревень. У соседних народов Камеруна есть иные легенды о происхождении баквери.
С XV века баквери часто выступали как посредники между коренным населением этого региона и португальцами. В 1884 году их земли оказались в сфере немецкой колонизации. В 1891 году вождь клана гбеа выступил против запрета немцами проведения судов-ордалий, а в декабре 1894 года баквери подняли восстание в Буэа, которое окончилось неудачей и в результате которого они лишились всех прав в немецкой колонии. В 1901 году в Буэа был перенесён административный центр колонии.
В 1916 году Германский Камерун в ходе Первой мировой войны был оккупирован Великобританией и Францией; область проживания баквери с 1918 года относилась к подмандатной территории Британский Камерун, причём британцы использовали политику так называемого «косвенного управления», даровав местным вождям, в том числе баквери, достаточно широкие полномочия. Однако при британском правлении началась массовая миграция рабочих из народа игбо из соседней Нигерии в область проживания баквери, что создало в регионе этническую напряжённость.

## География
В современном Камеруне баквери в основном проживают в Юго-Западной провинции, занимая более 100 деревень. Буэа является городом с преобладающим населением из баквери. До сих пор имеет место спор между комитетом земельных претензий баквери и камерунским правительством относительно принадлежности бывших земель баквери, изъятых ещё немецкими колонистами для устройства плантаций.

## Язык
Баквери говорят на языке мокпве, относящемся к группе нигеро-конголезских языков. Современные баквери по большей части говорят или на пиджине, представляющем собой смесь мокпве и английского, или на английском (что в первую очередь характерно для жителей городов, имеющих среднее образование).

## Культура
Наследование в семьях баквери происходит по мужской линии, имущество после смерти отца наследует старший сын. Изначально для общества баквери было характерно многожёнство, однако с распространением среди них христианства этот обычай практически исчез. В традиционных семьях решение о браке принимается тогда, когда будущие супруги ещё являются детьми, а иногда и до их рождения. После свадьбы отец или родственник жены получает за неё приданое, и с этого времени жена считается членом семьи мужа; в случае смерти мужа жену «наследует» его ближайший старший по возрасту брат. Женщины в традиционном обществе баквери считаются собственностью своих мужей, но при этом могут иметь собственные пахотные земли и скот.
Христианизация баквери началась ещё в XIX веке, но значительного распространения эта религия достигла среди них только к 1970-м годам. Ныне почти все баквери принадлежат к протестантским евангельским конфессиям, в основном к баптистам, хотя среди некоторых групп до сих пор сохраняются элементы культа предков и вера в лесных и морских духов, в честь которых они устраивают празднества.
Среди баквери до сих пор распространены традиционные ремёсла, передающиеся из поколения в поколение; в первую очередь это изготовление различных предметов мебели, а также выделка шляп и ткачество. У баквери сохранилось множество ритуальных танцев, как исполняемых просто для удовольствия, так и, например, специальных «мужских», призванных продемонстрировать зрителям мужественность исполнителей. Кроме того, у баквери до сих пор сохранился особый «язык барабанов», с помощью которого одна группа может передать другой какие-либо новости.